# 성소수자 상징
성소수자 상징(性少數者 象徵)은 성소수자 커뮤니티에서 정체성을 표현하기 위해 사용하는 여러 상징들로 단결, 긍지, 가치의 공유, 다른이에 대한 성실 등을 나타낸다. 성소수자의 상징은 주류사회에 대해 소수자의 개념, 정체성, 아이디어 등을 나타내는 표상으로 사용된다. 국제적으로 널리 알려진 성소수자 상징으로는 핑크 트라이앵글과 무지개기가 있다. 핑크 트라이앵글은 제2차 세계대전 당시 나치에 의해 성소수자를 비난하기 위해 도입된 것이지만 전후 부정적 의미 없이 다시 사용되었다. 무지개기는 원래 모든 사람들의 연대를 표현하기 위해 쓰이기 시작한 것인데 성소수자 단체에서 일반적으로 사용되면서 자연스럽게 성소수자의 대표적인 상징이 되었다.

## 나치 홀로코스트 강제수용소의 삼각형 배지
성소수자들의 가장 오래된 상징물은 핑크 트라이앵글로, 나치 강제수용소에서 피억류자의 의복에 부착되어 남성 동성애자를 상징하는 배지로 사용되었다. 강제수용소에 억류된 약 5천에서 1만5천명의 동성애자가 홀로코스트에 희생되었다. 이후 동성애자들은 인격적 자긍심을 위한 상징으로, 다양한 정치적 활동에서 핑크트라이앵글을 사용하였다. 에이즈 활동 단체 ACT-UP(AIDS Coalition to Unleash Power)은 HIV, 에이즈와 싸우기 위한 상징으로서 핑크 트라이앵글을 뒤집은 분홍색 역삼각형을 상징물로 채택하였다.
핑크 트라이앵글은 전후에도 남성 동성애자를 처벌하는 독일 형법 175조에 의해 유죄판결을 받은 동성애자 수감자들의 사용으로 사용되었다. 미국 홀로코스트 기념관에 따르면 나치 정부가 여성 동성애자를 남성 동성애자에 비해 비위협적이라고 판단했기 때문에 남성 동성애자들이 홀로코스트의 주 피해자가 되었다고 설명한다. 다만 여성 동성애자들도 나치가 강요한 여성관에 어긋난다고 판단해 '반사회적'이라는 이유로 체포되고 수감되었다. 이 여성 피해자들은 블랙 트라이앵글 배지를 착용하였다. 남성 동성애자들이 핑크 트라이앵글을 상징물로 사용하자 몇몇 여성 동성애자들도 블랙 트라이앵글을 여성 동성애자를 위한 상징물로 간주하였다. 많은 여성 동성애자들은 핑크 트라이앵글도 자신들을 위한 상징으로 사용한다.
| 분홍 삼각형 (핑크 트라이앵글)                                               | 검은 삼각형 (블랙 트라이앵글) | 분홍 삼각형과 노란색 삼각형                                                                 |
| --------------------------------------------------------------------------- | --- | ------------------------------------------------------------------------------------------- |
|                                                                             | |                                                                                             |
| 핑크 트라이앵글은 나치의 강제수용소 피억류자 중 남성 동성애자를 상징하였다. | 블랙 트라이앵글은 나치의 강제수용소 피억류자 중 주로 여성 동성애자와 집시를 상징하였다. 이들은 '반사회적'이거나 '태만'하다는 혐의로 억류되었다. 블랙 트라이앵글은 이후 여성 동성애자의 상징이 되었다. | 노란색 삼각형에 핑크 트라이앵글이 겹친 상징물은 남성 동성애자인 유태인에게 부착된 배지이다. |

## 라브리스

라브리스 상징

양쪽 날이 있는 도끼인 라브리스는 일부 모권제 성향이 존재하던 고대 미노스 문명에서 사용된 상징이다. 오늘날에는 1970년대 후반부터 여성 동성애자와 페미니즘의 힘과 자족을 표현하고 있다. 몇몇 여성 동성애자들은 라브리스 문신을 하거나 라브리스 문양의 장신구를 착용하기도 한다.

## 람다

그리스식 상징 람다

1970년대 초반 그래픽 디자이너인 톰 도어는 그리스 알파벳 람다를 동성애 활동가 연맹(Gay Activists Alliance)의 뉴욕 지부를 위한 상징으로 채택하였다. 연맹은 성명을 통해 화학적 물리적 의미에서의 람다 전이에서 도어가 그 상징을 따왔다고 밝혔다. 과학·기술·공학·수학(STEM)분야에서 그리스 알파벳 람다는 파장과 반감기, 지수분포의 빈도 등에 사용된다.
1974년 12월 스코틀랜드 에딘버러에서 열린 국제 동성애자 권리 회의에서 국제 동성애자 권리를 위한 상징으로 람다가 공식 채택되었다. 오늘날 미국의 동성애자 인권 단체인 램다 리갈이나 램다 문학 재단은 이러한 맥락에서 람다를 명칭으로 차용하였다.

## 보라색 손바닥
1969년 10월 31일 게이 해방 전선(GLF)과 개인의 권리를 위한 사회(SIR)의 단체 회원 60명은 게이바와 클럽을 찾는 동성애자들을 폄화하는 연속의 신문 기사들에 대한 항의하고자 지역 언론사 《San Francisco Examiner》사무실 앞에서 시위를 조직하였다. 《San Francisco Examiner》의 혐동성애적 편집 기조에 항의하던 평화 집회는 후일 "보라색 손의 금요일" 또는 "보라색 손의 피의 금요일"이라 불리는 날로 격변한다. 《San Francisco Examiner》의 직원들은 3층 창문에서 시위대에게 검은 잉크 봉지를 던져댔다. 몇몇 증언자에 따르면 건물 옥상에서 잉크 통이 통째로 거리로 부어졌다고 한다. 시위대들은 자신들에게 쏟아진 잉크들을 손에 묻혀 건물 벽에 'Gay Power'등의 슬로건과 항의 성명들을 쓰고 샌프란시스코 시내 길거리에 손바닥 도장들을 남겼고, 대중들에게 가장 알려진 샌프란시스코 성소수자 운동들 중 하나가 되었다. 당시 SIR의 회장이였던 래리 리틀존에 따르면, 집회 현장에 나타난 경찰 병력들은 자신들에게 잉크를 투척한 직원들을 잡아가지 않고 시위대를 체포했다고 한다. 몇몇은 경찰에 의해 땅바닥에 눕혀져 제압되는 과정에서 잉크가 눈에 들어가는 사고로 다쳤을 지도 모른다고 증언하였다. 여성이 땅바닥에 내팽겨쳐지고 여러 사람들의 치아가 깨지는 등의 과잉 진압이 이루어졌다.
카모라를 비롯 마피아들의 흑수단(Mano Nera)에서 영감을 받아, 몇몇 동성애자 활동가들은 동성애자들에 대한 증오범죄를 경고하기 위한 자수단 조직 설립 시도를 하였으나, 성공하지 못했다. 터키의 성소수자 단체인 <MorEl Eskişehir LGBTT Oluşumu>(보라색 손 에스키셰히르 LGBT조직)은 보라색 손을 명칭과 상징에 사용하고 있다.

## 무지개기
길버트 베이커는 1978년 샌프란시스코 동성애자 자유 기념행사를 위해 무지개기를 디자인하였다. 무지개기는 무지개를 그대로 그린 것이 아니라, 빨간색을 꼭대기에, 보라색을 바닥에 두는 무지개 색상의 여러 수평선이 겹쳐서 모양을 만든다. 다양한 색의 수평선들은 세계 동성애자들의 다양성을 상징한다. 디자인 원안에는 8가지 색이 있었는데, 분홍색은 성 정체성을, 빨간색은 생명을, 주황색은 치유를, 노란색은 태양을, 초록색은 자연을, 파란색은 예술을, 남색은 조화를, 보라색은 영혼을 의미하였다. 8개 색으로 만들어진 원안 디자인의 무지개기는 샌프란시스코 카스트로와 뉴욕의 LGBT커뮤니티 센터에 게양되어 있다.

1978년 길버트 베이커가 디자인한 8색의 무지개기
1978년에서 1979년 사이 원단의 수급 부족으로 분홍색이 빠졌다.
1979년부터 사용되는 가장 대중적인 버전의 무지개기

### 자유의 반지
무지개기의 색상을 입힌 여섯개의 알루미늄 고리로 이루어진 자유의 반지는 데이비드 스페더에 의해 디자인되어, 1991년에 대중에 공개되었다. 행복과 다양성을 상징하는 이 고리들은 그 자체로서 반지로 착용하거나 목걸이, 팔찌, 열쇠고리가 될 수도 있다. 자유의 반지는 때때로 유명 시리얼 브랜드인 후루트링(Fruit Loops)로 불리기도 한다.

## 범성애기

범성애기

범성애기는 2010년대 중반부터 여러 인터넷 사이트에 등장하였다. 이 깃발은 가로 삼색기로 분홍색과 노란색, 파란색으로 이루어져있다. 분홍색은 여성을, 파란색은 남성을 노란색은 에이젠더나 바이젠더, 젠더플루이드 등을 포함한 젠더퀴어를 상징한다.

## 간성

간성 깃발

간성(Intersex)은 선천적으로 생물학적이나 행동 특성에서 남녀 모두의 특징을 보이는 사람이다. 전체 인구의 0.05%에서 1.7% 정도라고 추정하는 연구가 있다..
간성 깃발은 오스트레일리아 국제 간성인 조직이 2013년 7월에 제작하였다. 간성 깃발은 남성이나 여성에 대한 상징의 구분이 없는 원과 붉은 색이나 푸른 색이 아닌 보라색으로 자신들의 정체성을 나타내었다.

## 베어 문화

베어 깃발

베어는 털많고 덩치 큰 남성을 뜻하는 성소수자 은어로 이 말을 사용하는 성소수자 커뮤니티 내에서 친근함을 나타내기 위해 사용한다. 베어는 대부분 동성애자나 양성애자 또는 트랜스젠더와 같은 성소수자들이고 그들의 성정체성에 공감하는 커뮤니티를 만들고 있다. 국제 베어 깃발은 1995년 크라이그 바이어니스가 제작하였다.

## 무성애기

무성애기

무성애기는 위에서부터 아래로 검은색, 회색, 하얀색과 보라색으로 칠해진 가로 사색기이다.
2010년 8월에 무성애 가시화 그리고 교육 네트워크(Asexual Visibility and Education Network:AVEN)는 무성애를 상징하기 위한 깃발 공모을 통해 깃발을 선정한 후 비영어권으로도 무성애기가 널리 퍼져나갔다. 무성애기는 텀블러 등의 성소수자 공동체에서 자주 보이지만, 무성애기 공모이전에 사용되던 다른 성적 지향 깃발들도 여전히 사용되고 있다. 검은색은 무성애를, 회색은 유성애와 무성애 사이를, 하얀색은 유성애를 표현한다. 마지막으로 보라색은 공동체를 상징한다. AVEN은 하얀색과 검은색의 그라디에이션을 칠한 삼각형을 로고로 삼고 있는데, 이 그라디에이션은 유성애와 무성애, 반성애를 상징화하였다. 스페이드 에이스와 하트 에이스 또한 무성애를 은유하는데, "에이스"가 무성애(Asexual)의 영문 앞부분과 발음이 같기 때문이다. 낭만적 무성애자는 주로 하트 에이스를, 비낭만적 무성애자는 스페이드 에이스를 사용한다.

## 기타

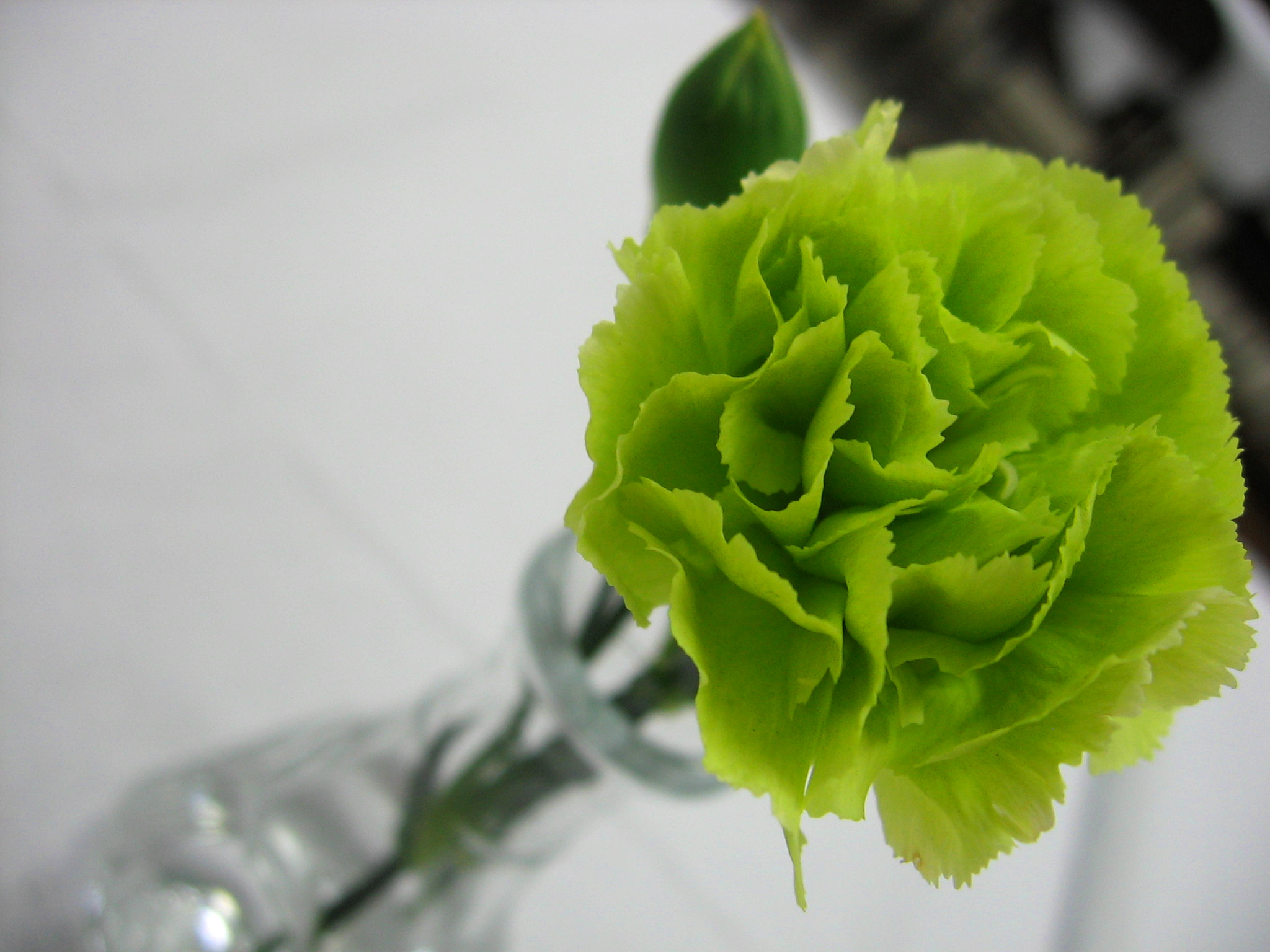
녹색 카네이션
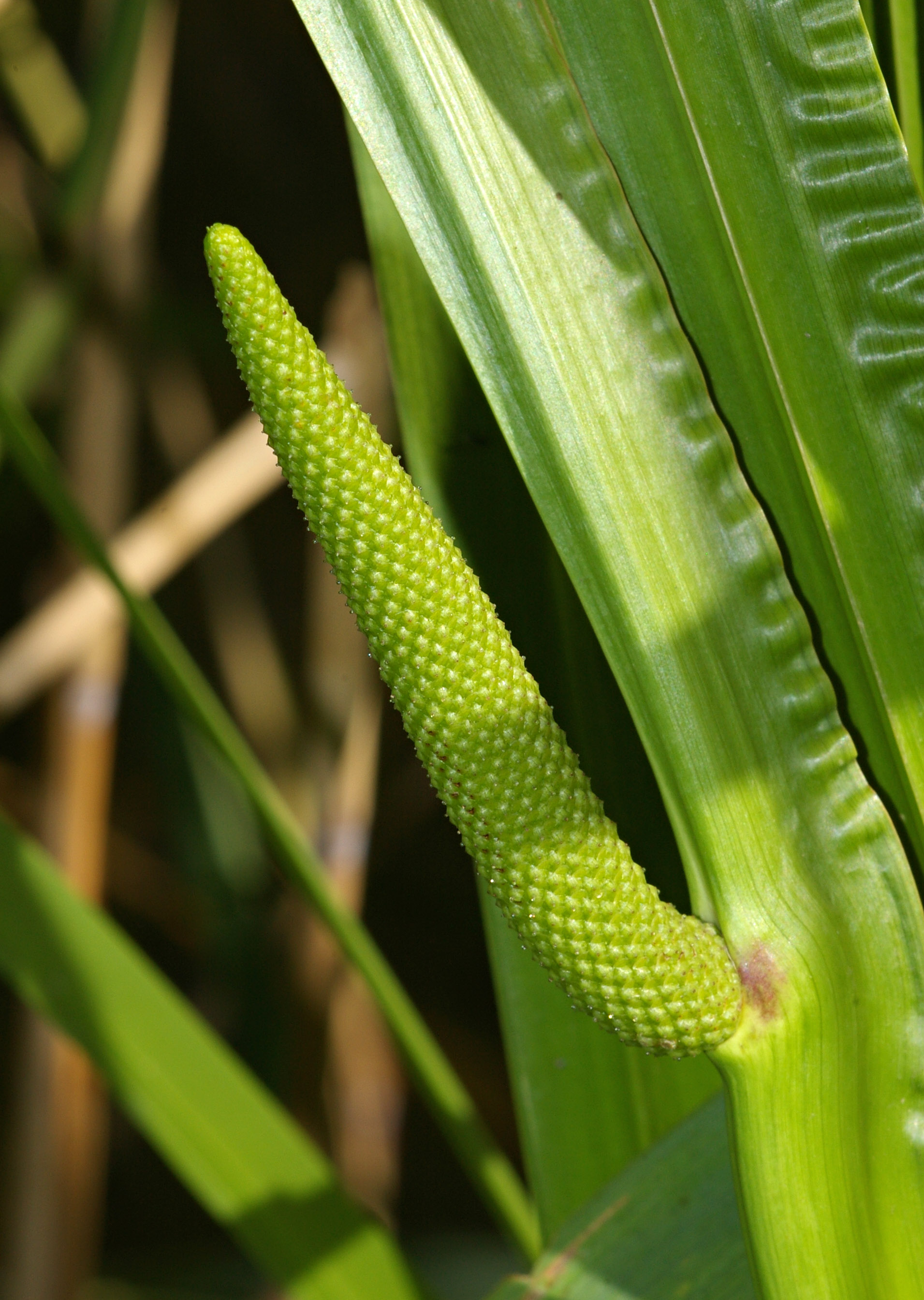
Acorus Calamus (창포)
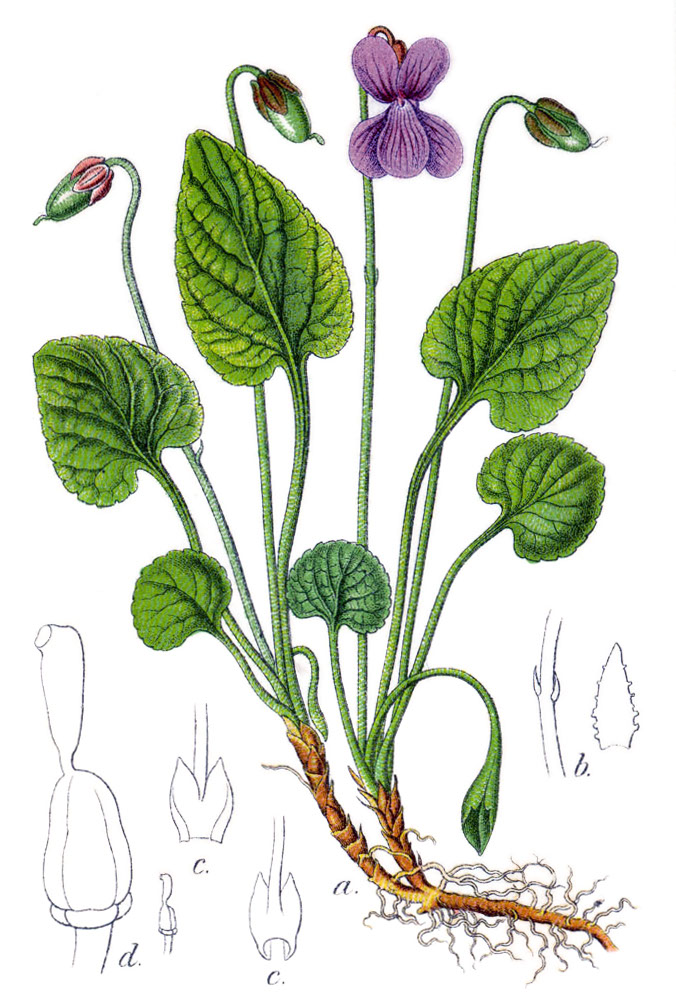
제비꽃
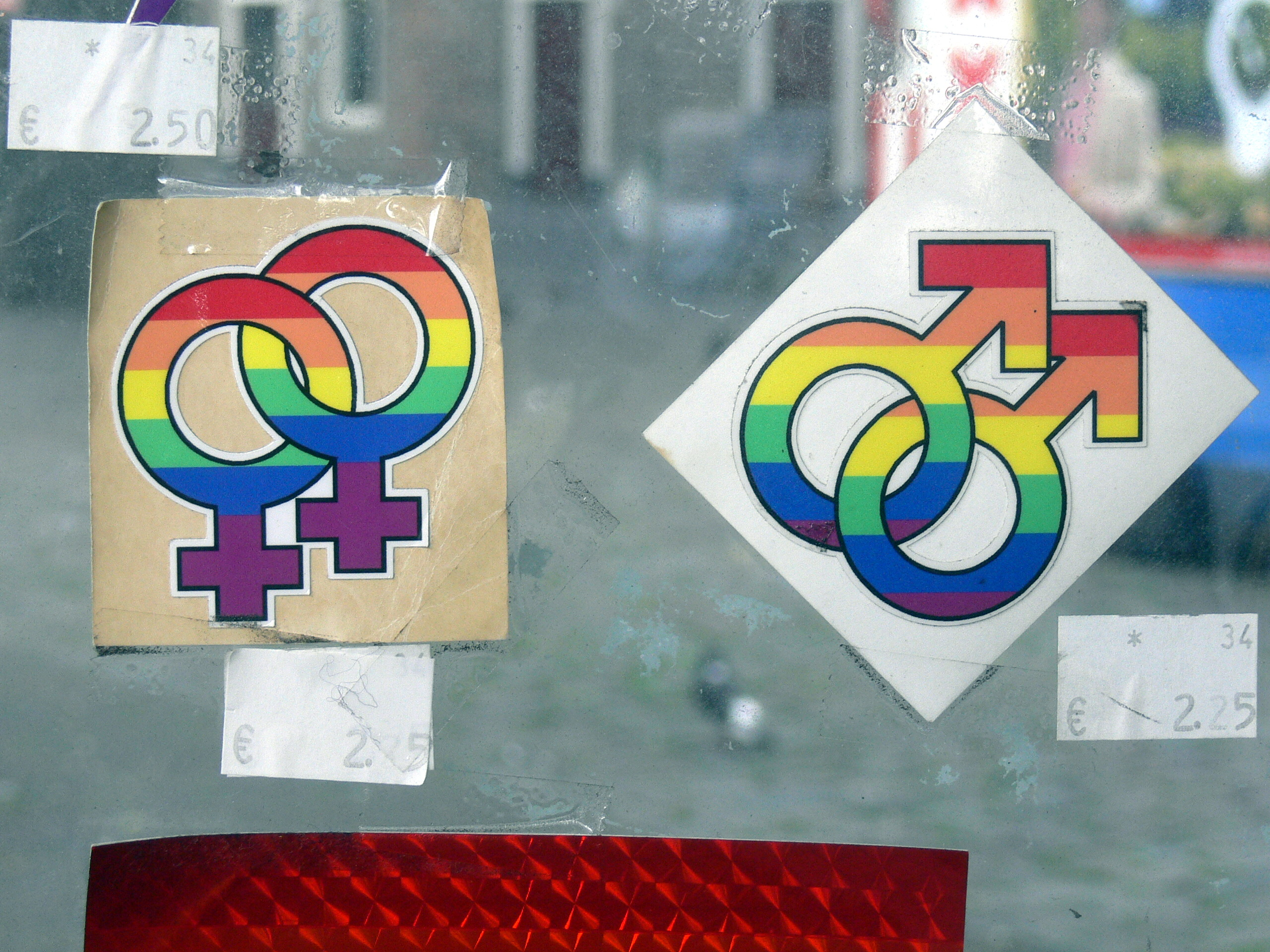
레즈비언과 게이의 성상징
트랜스젠더 깃발

위의 것들 이외의 상징들은 성소수자 커뮤니티에서 그리 많이 쓰이지는 않지만 아래와 같은 것들이 있다.
19세기 잉글랜드에서는 녹색이 동성애의 상징으로 사용되었다. 빅토리아 시대의 남성들은 녹색 카네이션 브러치를 옷깃에 달아 자신이 동성애자임을 은연중에 드러내기도 하였다. 오스카 와일드 역시 이러한 옷차림을 종종하였다.
미국 시인 월트 휘트먼이 자신의 동성애 성향을 드러내기 위해 창포를 이용하였다는 이야기가 있다.
양성애나 동성애 여성은 자신들이의 "사포"적 욕구를 나타내기 위해 제비꽃을 선물하는 문화가 있었다. 고대 그리스의 시인 사포는 자신의 연인에게 제비꽃 화환을 선물하였다고 한다. 제비꽃을 선물하는 문화는 1910년대에서 1950년대 사이에 유행하였다.
20세기 초 뉴역의 백인 전문직 남성 사이에선 빨간 넥타이가 스스로 게이임을 나타내는 표식으로 사용되었다.
점성술의 기호에서 화성과 금성을 뜻하던 상징은 흔히 남녀의 성상징으로 쓰인다. 레즈비언과 게이는 이 성상징을 변형하여 자신들을 나타내는 새로운 상징을 만들었다.
1999년 모니카 헬름스가 만든 트랜스젠더 깃발은 2000년 미국 애리조나주 피닉스의 프라이드 행사에서 첫 선을 보였다. 2012년 11월 19일 샌프란시스코 카스트로 지구의 트랜스젠더 기념일 행사에서 사용하여 널리 알려지게 되었다.

## 깃발 갤러리

성소수자
에이젠더
무성애
양성애
베어
젠더플루이드
젠더퀴어
간성
레즈비언
립스틱 레즈비언
비이분법적(논바이너리) 성별 구분
범성애
다성애
트랜스젠더
이스라엘 트랜스젠더, 젠더퀴어
남아프리카공화국 프라이드기

## 같이 보기
- 행커치프 코드